# Джаявардене, Джуниус Ричард
Джуниус Ричард Джаявардене (англ. Junius Richard Jayewardene, синг. ජුනියස් රිචඩ් ජයවර්ධන; 17 сентября 1906, Коломбо — 1 ноября 1996, там же) — шри-ланкийский политик, премьер-министр Шри-Ланки с 23 июля 1977 до 4 февраля 1978 года, затем президент Шри-Ланки с 4 февраля 1978 до 2 января 1989 года.

## Биография
Родился в семье Юджина Уилфрида Джаявардене, председателя Верховного суда Цейлона, в то время являвшегося британской колонией. Получил юридическое образование в Колледже права Коломбо, однако вскоре оставил юридическую практику, увлекшись политикой. Ещё в молодости перешёл из протестантизма в буддизм. С 1938 года — член Национального конгресса Цейлона, выступавшего за независимость, с 1943 года — депутат колониального парламента. В период Второй мировой войны был одним из участников секретных переговоров с Японией о возможном антибританском восстании на острове. В 1946 году стал наряду с Доном Стивеном Сенанаяке одним из создателей Объединённой национальной партии, занимавшей право-консервативные позиции и настроенной на достижение независимости при сохранении тесных связей с Великобританией. В 1947 году стал министром финансов в первом правительстве страны, которое возглавил Сенанаяке, а в 1948 году Цейлон получил независимость. Его жёсткая позиция по урезанию социальных расходов и пособий малоимущим привела к его отставке в 1953 году. Вместе с ним вынужден был уйти в отставку и Дадли Сенанаяке, к тому времени сменивший умершего отца в качестве главы правительства, а в 1956 году ОНП проиграла выборы лево-националистической Партии свободы Шри-Ланки. В апреле 1960 года в ходе возвращения ОНП к власти Джаявардене вновь возглавил министерство финансов, но всего через три месяца в результате досрочных выборов вновь вышел в отставку. В 1965—1970 годах в очередном правительстве Сенанаяке Джаявардене занимал пост государственного министра и способствовал развитию на острове туристической отрасли. В то же время он решительно расходился с Сенанаяке по вопросам отношения к национальным меньшинствам, выступая за переход ОНП на позиции сингальского национализма с тем, чтобы конкурировать на этом поле с социалистами из Партии свободы. Так, он поддержал правительство Бандаранаике в ходе подавления мятежа радикальных коммунистов в 1971 году и провозглашение республики в 1972 году. В то же время, став после кончины Сенанаяке в 1973 году лидером партии, Джаявардене решительно критиковал широкую программу национализации, проводимую Бандаранаике. В 1976 году он сложил депутатский мандат в знак протеста против продления парламентом (где сторонники Партии свободы имели две трети кресел) собственного пятилетнего срока полномочий ещё на два года. В 1977 году, однако, на прошедших-таки выборах ОНП победила с ошеломляющим перевесом, получив 140 из 168 депутатских мандатов, и Джаявардене сформировал правительство. Первыми его мерами были сперва внесение в 1978 году поправок в конституцию, превращавших Шри-Ланку в президентскую республику и автоматически перемещавших его как премьер-министра на президентский пост, а затем — принятие в том же году новой конституции, дававшей президенту широчайшие полномочия и переименовывавшей Шри-Ланку в «Демократическую Социалистическую республику», и перенос столицы из Коломбо в специально основанный в центре страны город Шри-Джаяварденепура-Котте.
Несмотря на новое название страны, экономическая политика Джаявардене радикально отличалась от предыдущего правительства, стремившегося к государственному контролю за экономикой. Джаявардене способствовал развитию в экономике частного сектора и привлечению в него иностранных инвестиций, стремясь максимально расширить в стране производство товаров и их экспорт за рубеж. Расширялись экономические связи с США в ущерб связям с Индией, на которую ориентировалась Бандаранаике. Были отменены система государственного распределения риса, государственный контроль за ценами на продовольствие и программа субсидий на покупку сельскохозяйственных удобрений. В то же время была организована выдача долгосрочных государственных кредитов мелким фермерам и начат ряд крупных инфраструктурных проектов, в первую очередь по строительству водохранилищ, гидроэлектростанций и каналов для орошения засушливых районов, а также социального жилья.

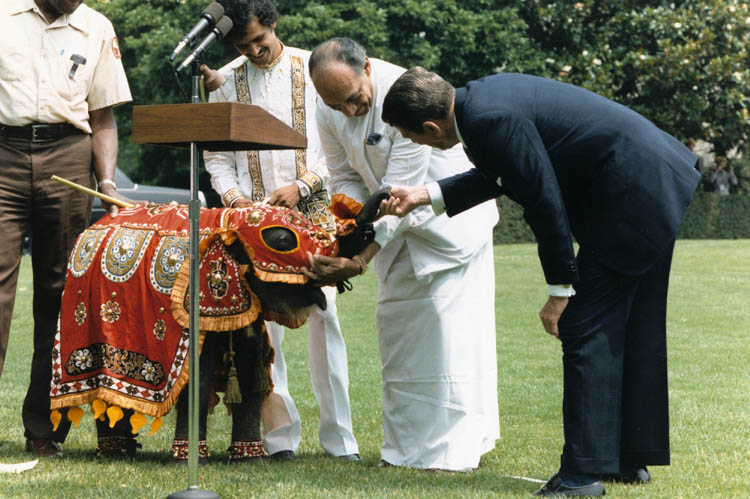
Джаявардене дарит слона президенту США Рональду Рейгану в ходе своего визита в США в 1984 году

В отношении тамильских сепаратистов, перешедших к тому времени в результате жёсткой националистической политики Партии свободы к активным террористическим действиям, Джаявардене первоначально занял примирительную позицию, отменив процентные языковые квоты для поступающих в университеты, предоставлявшие преимущество сингальцам. В 1979 году, однако, он перешёл к жёстким мерам, приняв Акт о предотвращении терроризма, предоставлявший полиции широкое право превентивных арестов подозрительных лиц. Начавшаяся гражданская война шла неудачно для правительственных войск, утративших контроль над северной частью острова, включая город Джафна. Тем не менее, в 1982 году Джаявардене, получив почти 53 % голосов, был переизбран в первом туре первых в истории Шри-Ланки всенародных президентских выборов. Не в последнюю очередь, это произошло благодаря тому, что лидер оппозиции Сиримаво Бандаранаике была по обвинению в незаконном продлении полномочий парламента в период пребывания у власти лишена избирательных прав на шесть лет, тем самым потеряв право выдвижения. Сам Джаявардене в 1983 году, боясь утрать конституционное большинство в парламенте, продлил срок его полномочий под предлогом военного положения ещё на шесть лет, а также принял конституционную поправку о лишении депутатского мандата всякого лица, поддерживающего сепаратизм, что позволило исключить из числа депутатов представителей Единого тамильского фронта освобождения. Неудачные попытки возвращения Джафны и давление Индии привели к тому, что Джаявардене был вынужден согласиться на предложенный премьер-министром Индии Радживом Ганди план мирного урегулирования, предусматривавший автономию для населённых тамилами провинций и введение индийских миротворческих сил. Этот план, вызвавший рост радикального национализма уже среди сингалов и спровоцировавший покушение на Джаявардене в 1987 году, был, однако, отвергнут и основной повстанческой группировкой Тигры освобождения Тамил-Илама. Правительство в результате приступило к политике создания сингальских поселений на тех тамильских территориях, которые находились под контролем центральных властей. В свою очередь, сингальская ультранационалистическая коммунистическая партия «Джаната Вимукти Перамуна» развернула политику забастовок, восстаний и терактов уже в сингальской части страны. Всё это привело Джаявардене к решению не баллотироваться в 1988 году на новый срок. Премьер-министру Ранасингхе Премадасе, который был выдвинут в качестве его преемника, удалось с небольшим перевесом победить Бандаранаике, причём обе стороны использовали крайнюю радикально-националистическую риторику в отношении соглашения с Индией и подавления тамильского сепаратизма и занимали жёстко силовую позицию по вопросу борьбы с сингальскими коммунистами. Передав власть избранному президенту Премадасе, Джаявардене удалился из политики.